# Энергомаш (группа предприятий)
Гру́ппа предприя́тий «Энергома́ш» — бывший российский машиностроительный холдинг.
Мажоритарный акционер и управляющая компания группы — Energomash (UK) Limited (Великобритания).
Более 90 % акций Energomash владел гендиректор ОАО «Энергомашкорпорация» Степанов А. Ю., остальное контролировал топ-менеджмент.

## Структура
На балансе Energomash были консолидированы:
- контрольный пакет ОАО «Энергомашкорпорация», владело заводами по производству котлов, трубопроводов для электростанций, газовых турбин, турбо- и гидрогенераторов, оборудования для нефтегазохимического комплекса, металлоконструкций промышленного и гражданского строительства:
  - ПК «Завод металлоконструкций» (Ранее известный как «Белгородский Завод Металлоконструкций», www.zmkbelgorod.ru), Белгород (стальные конструкции, ЛЭП, дорожные ограждения, изготовление пространственных металлоконструкций из круглой трубы);
  - ПК «Белгородский завод энергетического машиностроения», Белгород (трубопроводное производство, котельное оборудование);
  - ПК «Волгоэнергоремонт», Энгельс, Саратовской области (ремонт энергетического оборудования);
  - «Уралэлектротяжмаш», Екатеринбург (электротехническое оборудование, трансформаторы, высоковольтное оборудование), сайт: www.uetm.ru;
  - ОАО «Уралгидромаш», Сысерть, Свердловской области (гидравлические турбины и насосы, корпуса для энергетического оборудования, электрические машины), сайт: www.uralgidromash.ru;
  - «Чеховский завод энергетического машиностроения», Чехов, Московской области (трубопроводы высокого и низкого давления, нефтегазовая арматура).
- сеть инжиниринговых центров, занимающихся разработкой проектов энергетического оборудования;
- ОАО «ГТ-ТЭЦ Энерго», выделен в 2001 году для строительства малых ТЭЦ, а также продажи тепла и электроэнергии. (Чистая прибыль в 2007 году — более 95 млн руб., суммарная выработка энергии к 2011 году — около 3,5 млрд кВт ч.).

## Показатели деятельности
По собственным неофициальным данным группы, предварительная выручка по МСФО в 2007 году — $645 млн, EBITDA — $160 млн.
Чистая консолидированная прибыль группы «Энергомаш» (без учета ОАО «ГТ-ТЭЦ Энерго») по РСБУ в 2006 году составила 344.979 млн руб. (на 59,1 % больше, чем за аналогичный период 2005 года).
Выручка компании в 2006 году составила 19.596 млрд руб., что на 18,9 % больше, чем в 2005 году. Прибыль до налогообложения составила 449.78 млн руб., валовая прибыль — 4.522 млрд руб. (23.1 % от выручки).
В числе основных заказчиков группы были ОАО «Газпром», концерн «Росэнергоатом», а также крупнейшие нефтяные компании.
На предприятиях группы работали 22,4 тыс. человек.
В конце 2008 планировала выход на IPO.

## Банкротство и арест владельца
К весне 2009 года холдинг начал испытывать серьёзные финансовые трудности. Активами холдинга заинтересовался «Росатом». Александр Степанов и Алексей Плещев собирались за 10 млрд рублей продать компании «Атомэнергомаш» (структуре «Росатома») 50% + 2 акции в Energomash UK Ltd. Однако эта сделка сорвалась.
24 мая 2010 года ОАО «Энергомашкорпорация» была признана несостоятельной.
2 февраля 2011 года владелец группы компаний «Энергомаш» Александр Степанов был арестован по обвинению в мошенничестве с полученным в Сбербанке кредитом, заявление на него написал руководитель банка Герман Греф. В октябре 2012 года он был приговорён к 4,5 годам лишения свободы.
В августе 2015 года победителем торгов по продаже имущественного комплекса обанкротившегося ОАО «Энергомашкорпорация» стало белгородское ООО «Коммерческие инвестиции» владельца ГК «Приосколье» Геннадия Бобрицкого.
В феврале 2020 года 100% акций АО «Белэнергомаш» приобрела «Объединенная металлургическая компания».